# A Woman's Way (film 1908)
A Woman's Way è un cortometraggio muto del 1908 diretto e sceneggiato da David W. Griffith. Prodotto e distribuito dalla American Mutoscope & Biograph, il film uscì nelle sale il 24 novembre 1908.

## Trama
Trama di Moving Picture World synopsis in (EN)  su IMDb

## Produzione
Il film fu prodotto dall'American Mutoscope & Biograph. Venne girato nel New Jersey, a Coytesville e a Little Falls .

## Distribuzione
Il copyright del film, richiesto dall'American Mutoscope and Biograph Co., fu registrato il 18 novembre 1908 con il numero H118461.
Distribuito dall'American Mutoscope & Biograph, il film - un cortometraggio di undici minuti - uscì nelle sale cinematografiche USA il 24 novembre 1908. Copia delle pellicola si dovrebbe trovare negli archivi dell'UCLA.